# レスリー・トンプソン (舵手)
レスリー・トンプソン (Lesley Thompson) として知られる、レスリー・アリソン・トンプソン＝ウィリー（Lesley Allison Thompson-Willie、1959年9月20日 - ）は、オリンピックでの優勝経験をもつカナダのボート競技（ローイング競技）の舵手である。1984年から2016年にかけてオリンピックにボート競技としては記録的な8回も出場し、5回メダルを獲得したが、その一つが1992年のバルセロナオリンピックのエイトで得た金メダルであった。

## 経歴
1984年ロサンゼルスオリンピックでは、トンプソンは女子舵手付きフォアに出場し、カナダ・チームは銀メダルを獲得し、金メダルを取ったルーマニアに次ぐ成績を収めた。1988年ソウルオリンピックでは、カナダ・チームは、女子舵手付きフォア決勝の8チームには残ったが、結果は7位に終わった。1991年にオーストリアで開催された世界選手権では、女子舵手付きエイトで金メダルを取り、翌1992年バルセロナオリンピックでは、女子舵手付きエイトで、カナダに金メダルをもたらした。1996年アトランタオリンピックでは、女子舵手付きエイトで、銀メダルを獲得した。1998年にフランスで開催された世界選手権では、女子舵手付きエイトで第2位となった。2000年シドニーオリンピックでは、女子舵手付きエイトで銅メダルを取った。2008年北京オリンピックの女子舵手付きエイトではカナダは4位に終わった。2012年ロンドンオリンピックのボート競技においてカナダ・チームが女子舵手付きエイトで銀メダルを取ったことで、彼女は、5回の異なるオリンピックでメダルを獲得した最初のカナダ人となった。
トンプソンは、元々は陸上競技をやっており、1983年までは競技を続けていた。彼女はオンタリオ州ロンドンとセントキャサリンズに住んでおり、 London RC Club に参加している。1994年、彼女はカナダ・オリンピックの殿堂入りを果たした。 
2000年シドニーオリンピックで銅メダルを取った後、トンプソンは、一度競技から引退したため、2004年アテネオリンピックには出場しなかった。競技に復帰した2008年北京オリンピックでは、カナダ・チームは、0.79 秒差でメダルを逃したが、実は2005年に、競技に復帰すると彼女が言い出した時、コーチのアル・モロー (Al Morrow) に冗談を言い、北京にも行くと言った。モローが「本気なの? (Really ?)」と言ったのを受けて、彼女は本格的なトレーニングを始めた。
2014年の時点で彼女はナショナル・チームの一員に合流した。既に56歳であったが2016年リオデジャネイロオリンピックにも出場した。女子エイトの結果は5位であった。
彼女は、オリンピックに8回出場した、わずか9人<ママ>のうちの一人であり、ボート競技関係者としては唯一のこの記録の保持者である。

## ボート競技以外で
トンプソン＝ウィリーは、ウェスタンオンタリオ大学の卒業生である。彼女は、オンタリオ州ロンドンのロンドン・サウス・カレジエイト・インスティテュートの教師、司書、体育教員である。彼女は、2000年にポール・ウィリー博士 (Dr. Paul Willie) と結婚しているが、競技者としては、レスリー・トンプソンの名を使い、2000年シドニーオリンピックにも出場した。彼女の夫は、会計学、財政学、ホテル経営などをナイアガラカレッジで教えている教授である。